# Ardian Kozniku
Ardian Kozniku (Đakovica, República Socialista de Serbia; 27 de octubre de 1967). Es un exfutbolista kosovar de ascendencia albanesa y naturalizado croata que jugaba en la posición de delantero. Actualmente es entrenador adjunto del Al-Arabi de Kuwait.

## Trayectoria
Comenzó su carrera en KF Vllaznimi de Đakovica y más tarde fue transferido al KF Prishtina. Más tarde se trasladó al fútbol croata el HNK Hajduk Split en 1990 y jugó allí hasta 1994, fue el máximo goleador de la temporada de apertura de la Primera Liga croata en 1992, anotando 12 goles. Anotó un total de 45 goles en la liga. pasó a jugar para los clubes franceses AS Cannes , Le Havre AC y SC Bastia , así en el fútbol chipriota recalando en  APOEL FC , antes de hacer su regreso a Croacia en el verano de 1998, firmando con el Dinamo Zagreb . Después de dos temporadas y media con el Dinamo Zagreb, se marchó a Austria al FC Kärnten en el invierno de la temporada 2000-2001 y dejó el club después de solo seis meses para regresar por tercera ocasión a Croacia jugando para el NK Hrvatski Dragovoljac , donde terminó su carrera en 2002.

## Clubes
| Club                    | País       | Año       |
| ----------------------- | ---------- | --------- |
| KF Prishtina            | Yugoslavia | 1988-1990 |
| HNK Hajduk Split        | Croacia    | 1990-1994 |
| AS Cannes               | Francia    | 1994-1996 |
| Le Havre AC             | Francia    | 1996-1997 |
| APOEL FC                | Chipre     | 1997      |
| SC Bastia               | Francia    | 1998      |
| Dinamo Zagreb           | Croacia    | 1998-2000 |
| FC Kärnten              | Austria    | 2000-2001 |
| NK Hrvatski Dragovoljac | Croacia    | 2001-2002 |

## Selección nacional
Disputó la Copa Mundial de fútbol de 1998 donde su equipo terminó con el tercer puesto.

### Participaciones en Copas del Mundo
| Mundial                        | Sede    | Resultado    |
| ------------------------------ | ------- | ------------ |
| Copa Mundial de Fútbol de 1998 | Francia | Tercer lugar |

- Datos: Q373339